# Çağlayan, Çanakçı
Çağlayan là một xã thuộc huyện Çanakçı, tỉnh Giresun, Thổ Nhĩ Kỳ. Dân số thời điểm năm 2011 là 209 người.